# ATRAN
ATRAN, LLC (russisch Атран) ist eine russische Frachtfluggesellschaft mit Sitz in Moskau und Drehkreuz auf dem Flughafen Domodedowo. Das Unternehmen ist eine Tochtergesellschaft der Volga-Dnepr-Gruppe.

## Geschichte
Die Fluggesellschaft wurde 1990 gegründet, nahm im selben Jahr ihren Flugbetrieb auf und sollte Flugzeugbauteile transportieren.
1990 änderte sie ihren Namen in Transport Aviation (russisch Транспортная авиация, Transportnaja awiazija). Zu dem Zeitpunkt unterhielt die Fluggesellschaft eine Flotte von 29 Flugzeugen, mit denen sie ein Streckennetz in der ganzen Sowjetunion bediente.
Im Jahr 1990 wurde Transport Aviation die erste unabhängige Fluggesellschaft der Sowjetunion und änderte ihren Namen in Aviatrans. Das Unternehmen wurde 1993 in eine LLC umgewandelt und trägt seit Januar 1997 den heutigen Namen. Im selben Jahr wurde sie zur zweitbesten Frachtfluggesellschaft Russlands gekürt.
Wegen der Sanktionen gegen Russland 2022 musste die Fluggesellschaft Flüge mit ihren Boeing 737 einstellen. Im September des Jahres 2023 nahm die Fluggesellschaft dem Betrieb mit einer ihrer alten An-12 wieder auf.

## Flugziele
ATRAN flog größtenteils Charterflüge von ihrer Basis Domodedowo nach Europa, Russland und zu den übrigen Staaten der GUS. Einen Linienflug betrieb die Fluggesellschaft für UPS von Köln zum Flughafen Moskau-Wnukowo. Ab dem 9. Januar 2014 flog die Boeing der Fluggesellschaft in Zusammenarbeit mit der Schwestergesellschaft AirBridgeCargo von Moskau-Scheremetjewo nach München und Malmö sowie von München nach Lüttich.

## Flotte

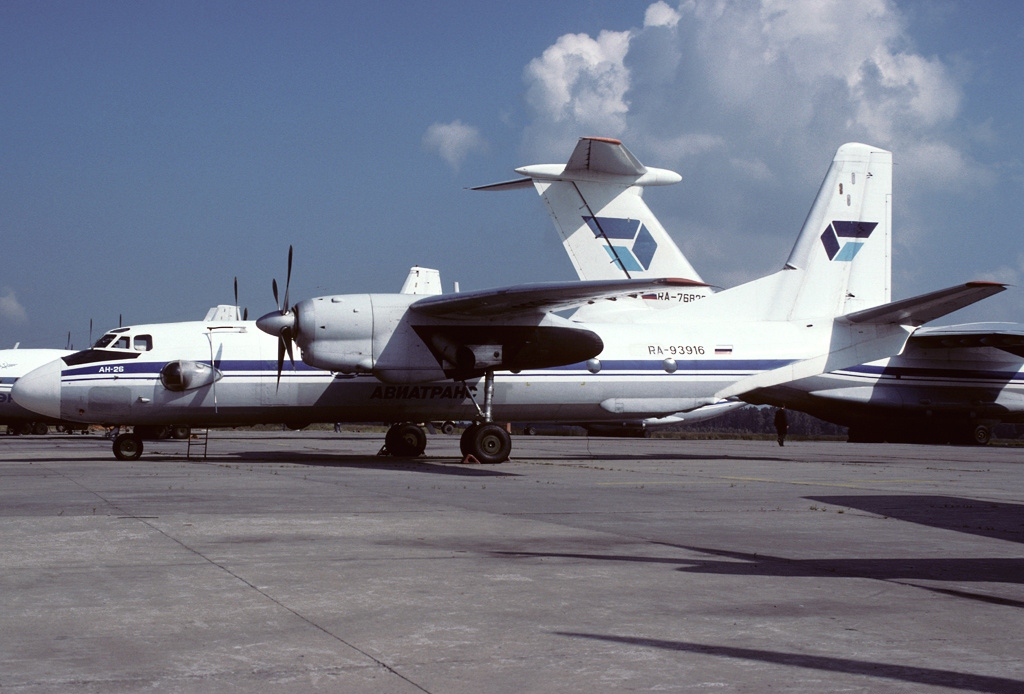
Antonow An-26 der Aviatrans

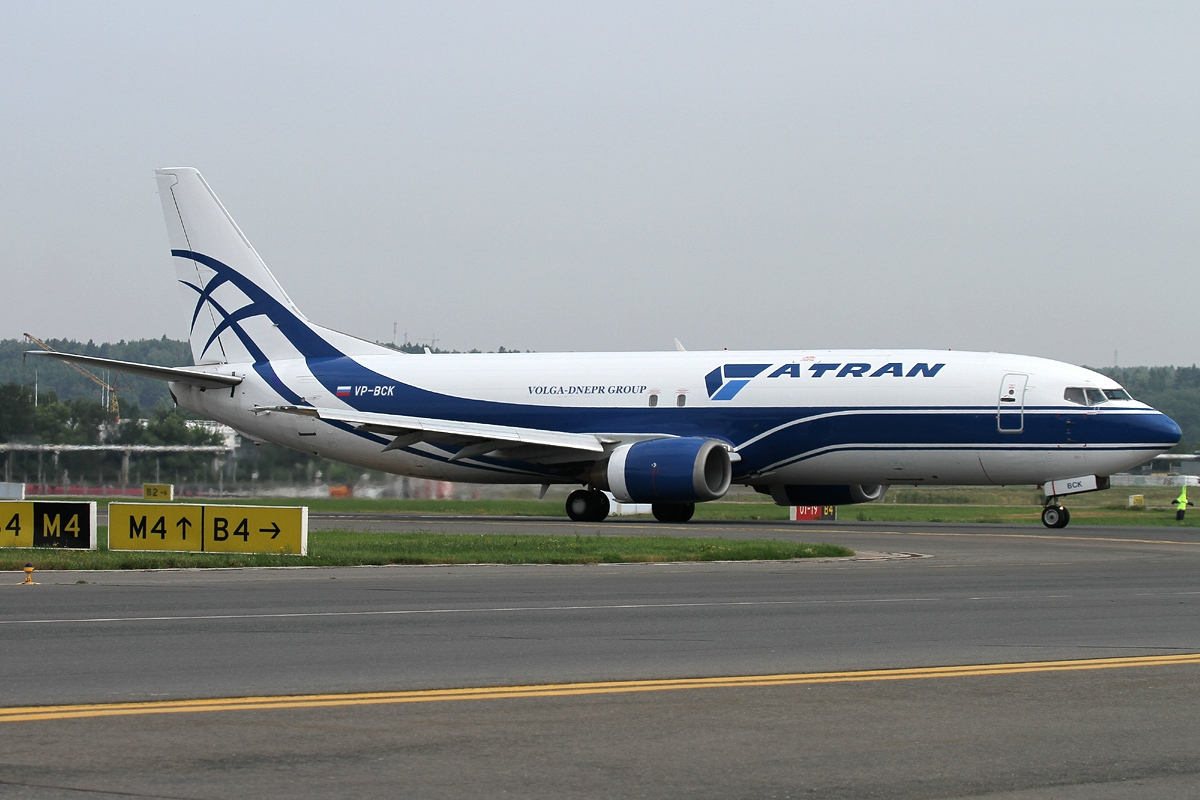
Boeing 737-400, die mit dem Russisch-Ukrainischen Krieg von ATRAN nicht mehr weiterbetrieben werden konnten.

### Aktuelle Flotte
Mit Stand September 2023 besteht die Flotte von ATRAN aus einer Antonow An-12 mit dem Kennzeichen RA-11373, die 1970 gebaut worden ist und seit dem September 2023 für die ATRAN fliegt.

### Ehemalige Flugzeugtypen
In der Vergangenheit betrieb ATRAN eine Vielzahl weiterer Flugzeuge:
- Antonow An-8 (1990–1991)
- Antonow An-26 (1993–2007)
- Antonow An-32 (1990–1998)
- Boeing 737-400
- Boeing 737-800BCF
- Iljuschin Il-76TD (1992–2002)
- Ilyushin Il-76T (1993–2005)

## Zwischenfälle
Am 29. Juli 2007 stürzte eine Antonow An-12 mit dem Luftfahrzeugkennzeichen RA-93912 auf dem Flug nach Bratsk via Omsk vier Kilometer nach dem Start in Domodedowo ab. Bei dem Unglück starben alle sieben Besatzungsmitglieder. Ursache war die Kollision mit Vögeln und der darauf folgende Ausfall beider rechter Triebwerke (siehe auch ATRAN-Flug 9655).